# Ergavia benesignata
Ergavia benesignata är en fjärilsart som beskrevs av Paul Dognin 1906. Ergavia benesignata ingår i släktet Ergavia och familjen mätare. Inga underarter finns listade i Catalogue of Life.